# Compendium Greatest Hits
Compendium Greatest Hits er et opsamlingsalbum af den danske gruppe Gangway, udgivet i januar 1998. Det indeholder seksten numre fra gruppens syv studiealbums, der udkom mellem 1984 og 1996 samt to nye numre. Compendium Greatest Hits har solgt 40.000 eksemplarer.

## Spor
Alt tekst og musik er skrevet af Henrik Balling, undtagen hvor noteret.
1. "Mountain Song" – 3:16 (fra Happy Ever After, 1992)
2. "My Girl and Me" – 3:44 (fra Sitting in the Park (Again!), 1988)
3. "Going Away" – 3:38 (fra The Quiet Boy Ate the Whole Cake, 1991)
4. "Don't Trust Me" –3:54 (tidligere uudgivet)
5. "Come Back as a Dog" – 3:54 (fra That's Life, 1996)
6. "Didn't I Make You Laugh" – 5:46 (1997 remix; fra Happy Ever After, 1992)
7. "Everything Seems to Go My Way" – 4:30 (fra Optimism©, 1994)
8. "Sitting in the Park" – 3:28 (fra Sitting in the Park (Again!), 1988)
9. "Biology" – 3:32 (fra The Quiet Boy Ate the Whole Cake, 1991)
10. "The Party's Over" – 3:02 (fra Sitting in the Park, 1986)
11. "Believe in Me" – 3:40 (fra The Quiet Boy Ate the Whole Cake, 1991)
12. "Never Say Goodbye" – 4:06 (Torben Johansen; 1993 remix; fra Happy Ever After, 1992)
13. "Thermometer Song" – 6:18 (fra The Quiet Boy Ate the Whole Cake, 1991)
14. "Steady Income" – 5:07 (1997 remix; fra Optimism©, 1994)
15. "Endings" – 4:45 (1997 remix; fra Optimism©, 1994)
16. "Yellow" – 3:45 (Balling, Allan Jensen; fra The Twist, 1984)
17. "Why Do I Miss You" – 3:58 (fra That's Life, 1996)
18. "Goodbye" – 3:12 (tidligere uudgivet)

## Personel Compendium Greatest Hits
Gangway
- Allan Jensen – vokal
- Henrik Balling – guitar
- Torben Johansen – keyboards, album koordination

Yderligere medvirkende
- Jeppe Juul Moesgaard – programmering (spor 4)
- Jørgen Knub – lydtekniker, mixer (spor 4, 18)
- Christian Skriver – lydtekniker assistent (spor 4, 18)
- Stephen Marcussen – mastering
- Ron Boustead – digital editing
- Lehnert Kjeldsen – kompilering
- Courage/BDDP – cover design
- Klaus Thymann – foto
- "Don't Trust Me" og "Goodbye" er indspillet og mixet hos SDC DanDisc, København 1997
- "Didn't I Make You Laugh", "Steady Income" og "Endings" er remixet af Jørgen Knub hos SDC DanDisc, København 1997.
- "Never Say Goodbye" er remixet af Niels-Erik Lund og Gangway i Easy Sound, København 1993.